# Poljane nad Blagovico
Poljane nad Blagovico so naselje v Občini Lukovica. Do šestdesetih let 20. stoletja se je vas imenovala Poljana, potem pa je bila iz neznanega vzroka preimenovana.